# Йохан IV (Спонхайм-Щаркенбург)
Йохан IV „Млади“ фон Спонхайм-Щаркенбург (на немски: Johann IV 'the Younger' von Sponheim-Starkenburg; * пр. 1338, † между 16 октомври 1413 и 12 април 1414) от род Спанхайми е от 1398 до 1413 г. граф на долното Графство Спонхайм.

## Произход и наследство
Той е син на граф Йохан III фон Спонхайм-Щаркенбург († 1398) и съпругата му Мехтхилд фон Пфалц (1312 – 1375), дъщеря на пфалцграф Рудолф I фон Пфалц и принцеса Матилда фон Насау.
Йохан IV поема управлението на 60 години.

## Фамилия
Йохан IV се жени сл. 24 юли 1346 г. за Елизабет фон Спонхайм-Кройцнах († 18 април 1395), дъщеря на граф Валрам фон Спонхайм-Кройцнах († 1380) и Елизабет фон Катценелнбоген († 1383). Те имат един син:
- Йохан V (1359 – 1437), граф на Спонхайм, женен 1415 г. за Валбурга фон Лайнинген-Риксинген († 1447)